# Produktivitet
Produktivitet er afledt af latin: productum (= "frembragt") og beslægtet med produktion. Produktivitet kan opgøres på mange måder, der hver især har sine fordele og ulemper. 
Ofte tænker man på produktivitet som timeproduktivitet, dvs. bruttoværditilvæksten pr. arbejdstime.
Totalfaktorproduktiviteten er et beslægtet begreb. Det angiver i stedet, hvor meget værditilvækst der kommer ud af en sammenvejet ressourceindsats. Økonomer beregner denne sammenvejning som en produktionsfunktion. Det er imidlertid svært at fastslå, hvordan totalfaktorproduktiviteten skal beregnes, hvorfor dette begreb er mindre anvendeligt i praksis.
Et tredje alternativ er mandeproduktiviteten, der beregner bruttoværditilvæksten pr. beskæftiget uden at tage hensyn til, hvor mange timer de enkelte beskæftigede arbejder. Dette begreb kan være praktisk, hvis man har dårlige oplysninger om det reelle timetal blandt de beskæftigede.

## Forøgelser af produktiviteten
Produktiviteten kan øges ved mange forskellige tiltag. Arbejdsdeling, mekanisering, rationaliseringer er tiltag, der har det fælles, at de formindsker forbruget af arbejdskraft pr. produceret enhed. Et højere uddannelsesniveau og generelt alle tiltag, der forøger kompetencen hos de beskæftigede, vil forøge produktiviteten.
I den vestlige verden har der været en vedvarende produktivitetsvækst på i størrelsesordenen et par procent om året siden den industrielle revolution i 1700-/1800-tallet. Denne stadig højere produktivitet har været kernen i den økonomiske vækst og tilsvarende materielle velstandsstigning, som Danmark og den øvrige vestlige verden har oplevet i perioden.

## Danmarks produktivitetsproblem
Siden midt i 1990'erne har Danmark ifølge en række opgørelser haft en ret lav produktivitetsvækst, både i forhold til tidligere år og i forhold til en række sammenlignelige lande. Som følge heraf er en stigning i produktivitetsvæksten blevet et vigtigt emne på den politiske dagsorden. I 2012 nedsatte regeringen en Produktivitetskommission, der skulle kulegrave problemstillingen og komme med en række forslag til at højne produktiviteten. 31. marts 2014 barslede kommissionen med sin slutrapport med over 100 specifikke forslag mht. konkurrence, uddannelse og den offentlige sektor, der skulle fremme produktiviteten.

## Produktivitetsvækst og øget velstand
Stigninger i produktiviteten er en af de vigtigste, omend ikke den eneste, årsag til, at den materielle velstand stiger i Danmark. Produktivitetskommissionen viste i en analyse, at i perioden 1995-2011 var der en årlig vækst i timeproduktiviteten på 0,8 %. Den samlede velstand pr. indbygger, målt som den købekraftskorrigerede bruttonationalindkomst (BNI) pr. capita, steg med 1,7 % om året i samme periode. Ud over timeproduktivitetsvæksten skyldtes denne stigning en forøget arbejdsindsats (0,2 procentpoint), stigende renteindtægter fra udlandet (0,5 procentpoint) og danske bytteforholdsgevinster (0,2 procentpoint). Selve produktivitetsvæksten var altså ansvarlig for ca. halvdelen af den samlede materielle velstandsstigning.